# 凯内马

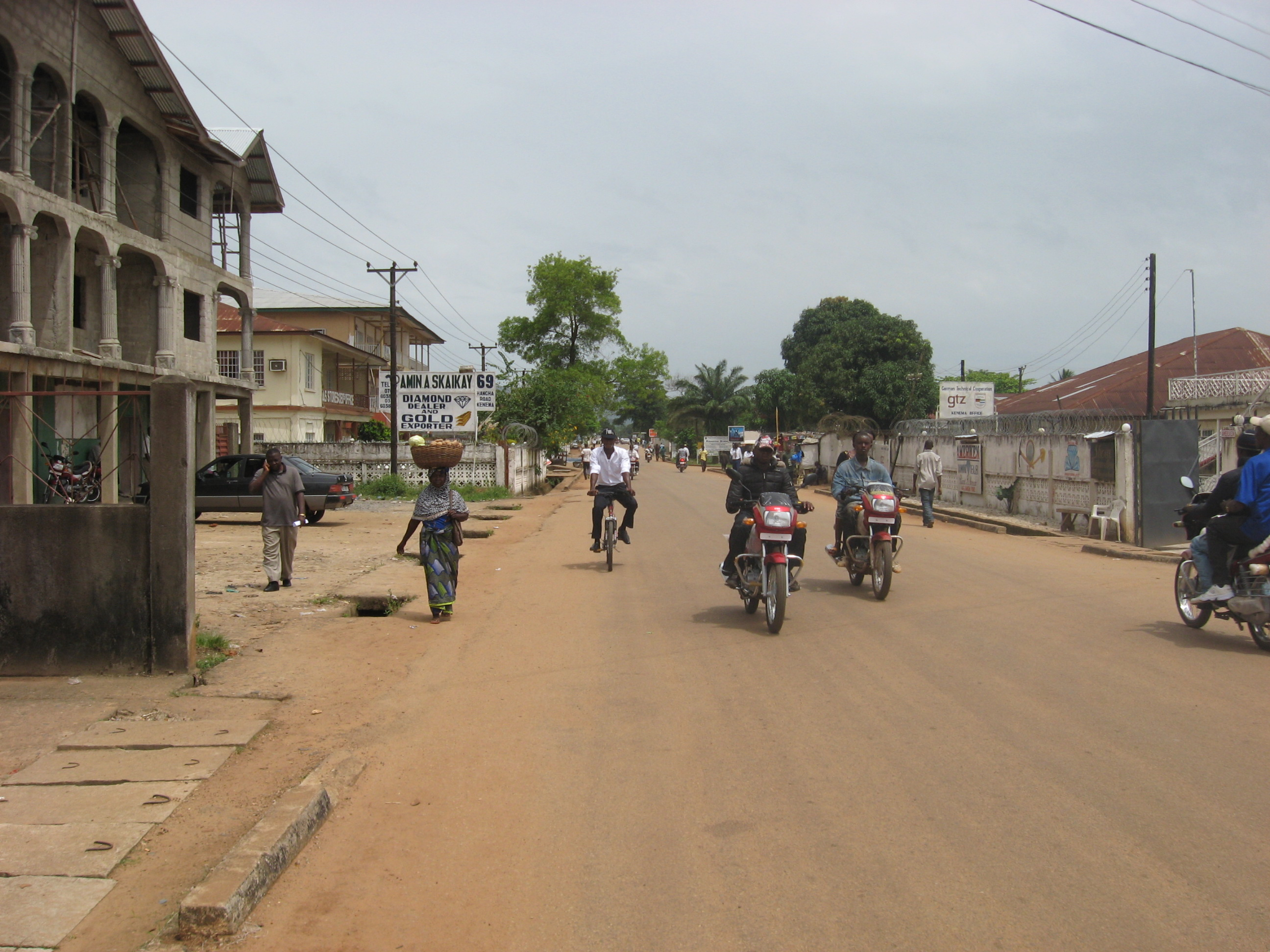
凱內馬

凯内马是塞拉利昂的第三大城市，2004年普查人口294,539。该城位于该国东南部，距首都弗里敦约185英里，是东部省和凯内马区的首府和行政中心。凯内马沿著一条已关闭的铁路塞拉利昂政府铁路发展，临近砍伐和木匠工业区，自1931年起发现钻石矿藏，近期开始开采。